# Pseudotyrannochthonius
Pseudotyrannochthonius es un género de arácnido del orden Pseudoscorpionida de la familia Chthoniidae.

## Especies
Las especies de este género son:
- Pseudotyrannochthonius australiensis Beier, 1966
- Pseudotyrannochthonius bornemisszai Beier, 1966
- Pseudotyrannochthonius dentifer (Morikawa, 1970)
- Pseudotyrannochthonius giganteus Beier, 1971
- Pseudotyrannochthonius gigas Beier, 1969
- Pseudotyrannochthonius gracilis Benedict & Malcolm, 1970
- Pseudotyrannochthonius hamiltonsmithi Beier, 1968
- Pseudotyrannochthonius incognitus (Schuster, 1966)
- Pseudotyrannochthonius jonesi (Chamberlin, 1962)
- Pseudotyrannochthonius kobayashii (Morikawa, 1956)
- Pseudotyrannochthonius kubotai (Morikawa, 1954)
- Pseudotyrannochthonius octospinosus Beier, 1930
- Pseudotyrannochthonius queenslandicus Beier, 1969
- Pseudotyrannochthonius rossi Beier, 1964
- Pseudotyrannochthonius silvestrii (Ellingsen, 1905)
- Pseudotyrannochthonius solitarius (Hoff, 1951)
- Pseudotyrannochthonius tasmanicus Dartnall, 1970
- Pseudotyrannochthonius typhlus Dartnall, 1970
- Pseudotyrannochthonius undecimclavatus (Morikawa, 1956)
- Pseudotyrannochthonius utahensis Muchmore, 1967